# Cymothoa spinipalpa
Cymothoa spinipalpa is een pissebed uit de familie Cymothoidae. De wetenschappelijke naam van de soort is voor het eerst geldig gepubliceerd in 2007 door Thatcher, de Arujo, de Lima & Chellapa.